# Phanxicô Xaviê Lê Văn Hồng
Phanxicô Xaviê Lê Văn Hồng (sinh 1940) là một giám mục Công giáo người Việt Nam. Ông nguyên là Tổng Giám mục Tổng giáo phận Huế, cũng từng giữ chức Phó Chủ tịch Hội đồng Giám mục Việt Nam nhiệm kỳ 2013 – 2016. Khẩu hiệu giám mục của ông là "Sicut qui ministrat" (Như một người phục vụ, Lc 22,27).

## Thân tế và tu tập
Ông sinh ngày 30 tháng 6 năm 1940 tại Giáo xứ Trí Bưu, huyện Hải Lăng (nay thuộc phường 2, thị xã Quảng Trị), tỉnh Quảng Trị, thuộc Tổng giáo phận Huế. Cha ông là ông Phanxicô Lê Bá và Mẹ là bà Maria Lê Thị Mãi. Linh mục bảo trợ là Batôlômêô Nguyễn Phùng Tuệ.
Từ tháng 11 năm 1953, ông vào tiểu chủng viện Phú Xuân, Huế và học tại đây đến năm 1957.
Từ năm 1957 đến năm 1960, ông học tại Trường Thiên Hựu, Huế.
Ngày 21 tháng 7 năm 1961, ông vào học tại Đại Chủng viện Giáo hoàng Học viện Piô X Đà Lạt. Năm 1970, ông tốt nghiệp Cử nhân Thần học.

## Linh mục
Ông được thụ phong linh mục ngày 21 tháng 12 năm 1969 tại nhà thờ Trí Bửu, Quảng Trị do Tổng giám mục Jean-Baptiste Urrutia Thi - Nguyên Tổng giám mục Hiệu toà Giáo phận Tông Toà Huế truyền chức.
Từ ngày 20 tháng 5 năm 1970 đến ngày 04 tháng 6 năm 1973, ông là Giáo sư Tiểu chủng viện Hoan Thiện, Huế.
Từ ngày 04 tháng 6 năm 1973 đến ngày 10 tháng 5 năm 1974, ông làm việc tại Văn phòng Mục vụ Giáo phận, đặc trách Chủng sinh ngoại trú, Tuyên úy Hùng Tâm Dũng Chí cấp Giáo phận.
Từ ngày 10 tháng 5 năm 1974 đến tháng 3 năm 1975, ông là Tuyên úy Quân y Viện Nguyễn Tri Phương và Tiểu khu Thừa Thiên.
Tháng 4 năm 1975 đến năm 1999, ông quản xứ Truồi, kiêm xứ Thiên Loại và xứ Hà Vĩnh, Thừa Thiên Huế. Từ năm 1990, ông kiêm mục vụ Vùng Kinh tế Nam Đông.
Từ năm 1999 đến năm 2001, ông được cử đi du học Pháp tại Đại học Công giáo Paris, sau đó tốt nghiệp Thạc sĩ Thần học.
Từ ngày 25 tháng 12 năm 2002 đến ngày 19 tháng 2 năm 2005, ông quản xứ Phú Hậu, kiêm xứ Triều Sơn Nam, Huế.

## Giám mục, làm Tổng giám mục
Ngày 19 tháng 2 năm 2005, ông được bổ nhiệm làm Giám mục hiệu tòa Dadiaufala và làm Giám mục phụ tá Tổng giáo phận Huế. Lễ tấn phong giám mục của ông diễn ra vào ngày 07 tháng 4 năm 2005 do Tổng giám mục Tổng giáo phận Huế Stêphanô Nguyễn Như Thể chủ phong và 2 giám mục khác phụ phong.
Ngày 18 tháng 8 năm 2012, giáo hoàng chấp thuận đơn từ nhiệm của Tổng Giám mục Stêphanô Nguyễn Như Thể, đồng thời bổ nhiệm Giám mục Phanxicô Xaviê Lê Văn Hồng làm Tổng Giám mục Tổng giáo phận Huế. Nghi thức nhậm chức tổ chức tại Tòa Tổng giám mục Huế ngày 20 tháng 8. Lễ tạ ơn và khởi đầu sứ vụ Tổng giám mục cử hành tại Nhà thờ chính tòa Phủ Cam ngày 12 tháng 9 năm 2012.
Từ năm 2013-2016, ông đảm nhiệm vai trò Phó Chủ tịch Hội đồng Giám mục Việt Nam.
Ông là vị giám mục phụ tá đầu tiên được phong chức Tổng Giám mục trong lịch sử Giáo hội Công giáo tại Việt Nam. Trước đó các vị tổng giám mục khác đều được phong hay kế vị từ Giám mục chính tòa hay Tổng Giám mục phó (ngoài trường hợp Hồng y Gioan Baotixita Phạm Minh Mẫn từ Giám mục Phó Mỹ Tho thành Tổng giám mục Sài gòn năm 1998).
Ngày 29 tháng 6 năm 2013, Lễ Hai Thánh Tông Đồ Phêrô và Phaolô, Giáo hoàng Phanxicô đã trao dây pallium cho các vị Tân Tổng giám mục chính tòa trên toàn thế giới, nhưng trong dịp này, Tổng Giám mục Phanxicô Xaviê Hồng không thể đến Rôma và xin nhận dây này tại Tổng Giáo phận thuộc quyền, từ vị Đại diện Tòa Thánh.
Trước khi trao dây Pallium cho Tổng giám mục Phanxicô Xaviê, Tổng Giám mục Leopoldo Girelli, Đại diện Giáo hoàng, nói rằng:
Nhân danh Giáo hoàng, tôi mang đến đây dây pallium và trao cho Đức Tổng Giám mục Phanxicô Xaviê Lê Văn Hồng, dây pallium thể hiện sự hiệp nhất của vị lãnh nhận với giáo hoàng. Tôi xin Đức Tổng hãy tin vào Chúa Kitô và sự hiệp nhất giữa Hội Thánh của Ngài, hãy tin rằng Giêsu Kitô đang ở trong chúng ta. Ước gì dây pallium thể hiện sức mạnh của tình yêu, lòng bác ái, sự hiệp nhất với Hội Thánh và với Đức Kitô Chúa chúng ta.
Ngày 29 tháng 10 năm 2016, Giáo hoàng Phanxicô đã chấp thuận đơn từ nhiệm của Tổng Giám mục Phanxicô Xaviê Lê Văn Hồng, đồng thời bổ nhiệm Giám mục Giuse Nguyễn Chí Linh làm Tổng Giám mục Tổng giáo phận Huế.

## Tông truyền
Tổng giám mục Phanxicô xaviê Lê Văn Hồng được tấn phong giám mục năm 2005, thời Giáo hoàng Gioan Phaolô II, bởi:
- Giám mục chủ phong: Stêphanô Nguyễn Như Thể, Tổng giám mục Tổng giáo phận Huế.
- Hai giám mục phụ phong: Giám mục Phaolô Tịnh Nguyễn Bình Tĩnh, giám mục chính tòa Giáo phận Đà Nẵng và Giám mục Phêrô Nguyễn Soạn, giám mục chính tòa Giáo phận Qui Nhơn.

Dưới đây là sơ đồ tính Tông truyền từ giám mục Việt Nam đầu tiên được giám mục ngoại quốc chủ phong cho đến đời Tổng giám mục Lê Văn Hồng.